# Nosorog (Ionesco)
Nosorog (fra. Rhinocéros) je drama Eugènea Ionescoa napisana 1959. Drama pripada dramskoj školi poznatoj kao Teatar apsurda. Tijekom 4 čina drame, stanovnici malog, provincijskog francuskog grada pretvaraju se jedan po jedan u nosoroge. Bérenger, glavni lik drame, promatra stanovnike kako se jedan po jedan pretvaraju u nosoroga dok on sam ostaje nepromijenjen protiv tog vala konformizma. Baš u ovoj drami, Ionesco silno izražava svoj strah prema ideološkom konformizmu, inspiriranoj usponom Željezne garde u Rumunjskoj za vrijeme 1930-ih.
Drama je napisana na francuskom jeziku, a 1973. adaptirana je na filmsko platno.

## Vanjske poveznice
- Rhinoceros: Thick-skinned Phenomenon  Arhivirana inačica izvorne stranice od 26. veljače 2007. (Wayback Machine)
- Rhinoceros study guide
- Rhinoceros (film)